# Bilibinski rajon
Der Bilibinski rajon (russisch Билибинский район) ist ein Rajon des Autonomen Kreises der Tschuktschen im äußersten Nordosten Russlands. Verwaltungszentrum ist die Stadt Bilibino.

## Geographie
Der Rajon ist nach der Fläche etwa halb so groß wie die Bundesrepublik Deutschland, wird aber von weniger als 8000 Menschen bewohnt. Er liegt im Westen des Autonomen Kreises der Tschuktschen und befindet sich pflanzengeographisch in der Waldtundra des Kolyma-Tieflands. Er grenzt im Westen an die Republik Sacha (Jakutien), im Südwesten an die Oblast Magadan, im Süden an die Region Kamtschatka sowie im Osten an die Rajons Chaunski und Anadyrski des Autonomen Kreises der Tschuktschen. Im Norden des Bilibinski Rajon befindet sich die Küste der Ostsibirischen See.
Verwaltungssitz des Rajons ist die Stadt Bilibino. Diese befindet sich 625 Kilometer nordwestlich von Anadyr, dem Hauptort des Autonomen Kreises der Tschuktschen, 255 Kilometer südwestlich der Nordpolarmeer-Hafenstadt Pewek, 1100 Kilometer nordnordöstlich der nächstgelegenen Großstadt Magadan sowie – über den Nordpol gemessen – 6500 Kilometer von Moskau.

### Bodenschätze
Der Rajon ist reich an Bodenschätzen wie Gold, Silber und Platinmetallen sowie nachgewiesenen Lagerstätten von Zinn, Zink, Kupfer, Antimon, Wolfram, Quecksilber, Blei und Kohle. Mehr als 30 nutzbare Minerale, darunter Pyrit, Chalkopyrit, Bornit und Molybdänit, wurden bisher entdeckt.

## Verwaltungsgliederung
Der Rajon gliedert sich in eine Stadtgemeinde (gorodskoje posselenije) und vier Landgemeinden (selskoje posselenije). Zur Stadtgemeinde Bilibino gehört neben der Stadt, in der mit 5506 (alle Angaben Stand 14. Oktober 2010) gut zwei Drittel der Einwohner des Rajons leben, noch das 25 km südsüdwestlich gelegene Dorf Keperwejem (336 Einwohner).
Die Landgemeinden umfassen jeweils nur das namensgebende Dorf:
- Anjuisk (480 Einwohner)
- Ilirnei (287 Einwohner)
- Omolon (873 Einwohner)
- Ostrownoje (384 Einwohner)

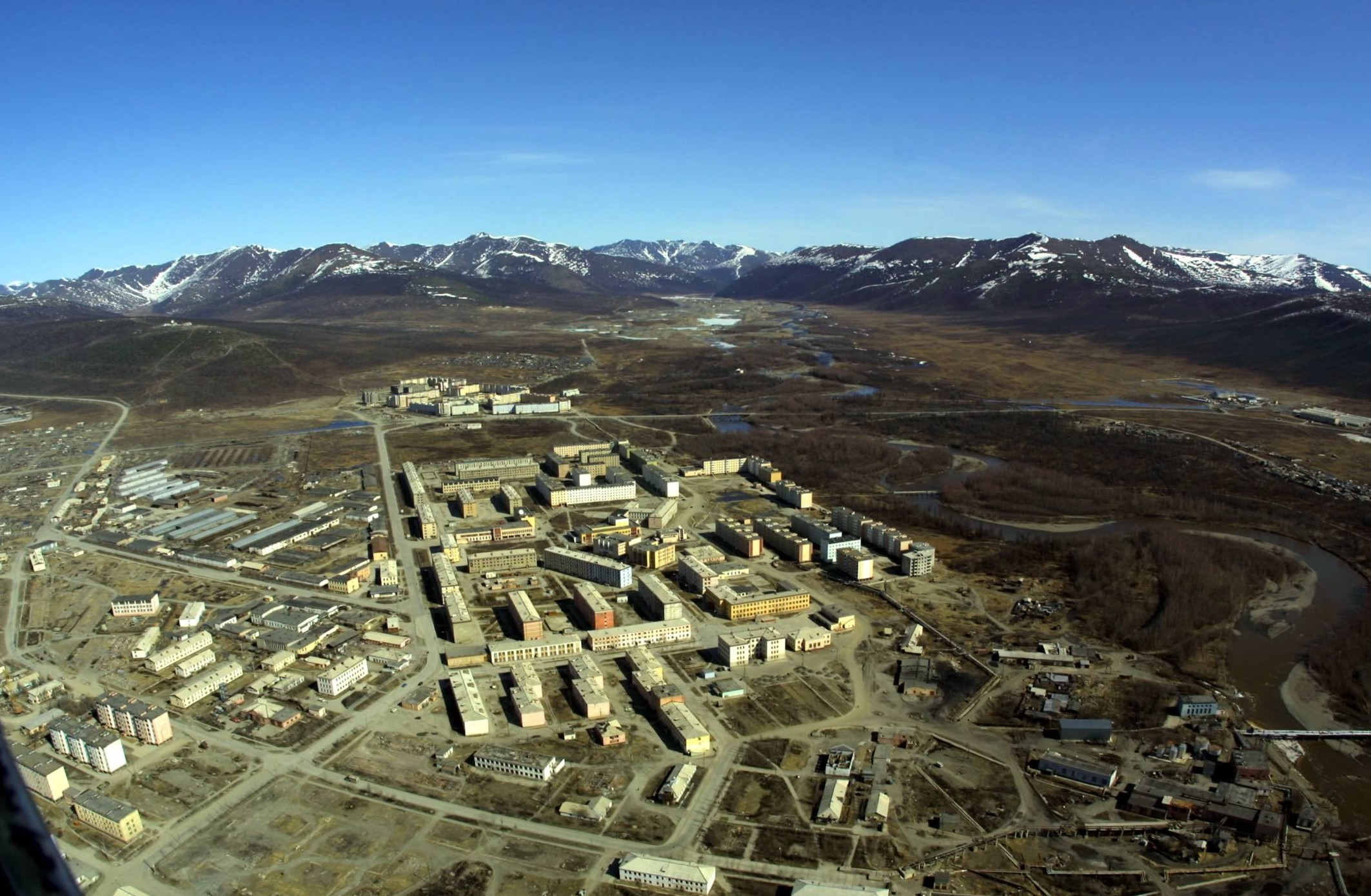
Rajonzentrum Bilibino
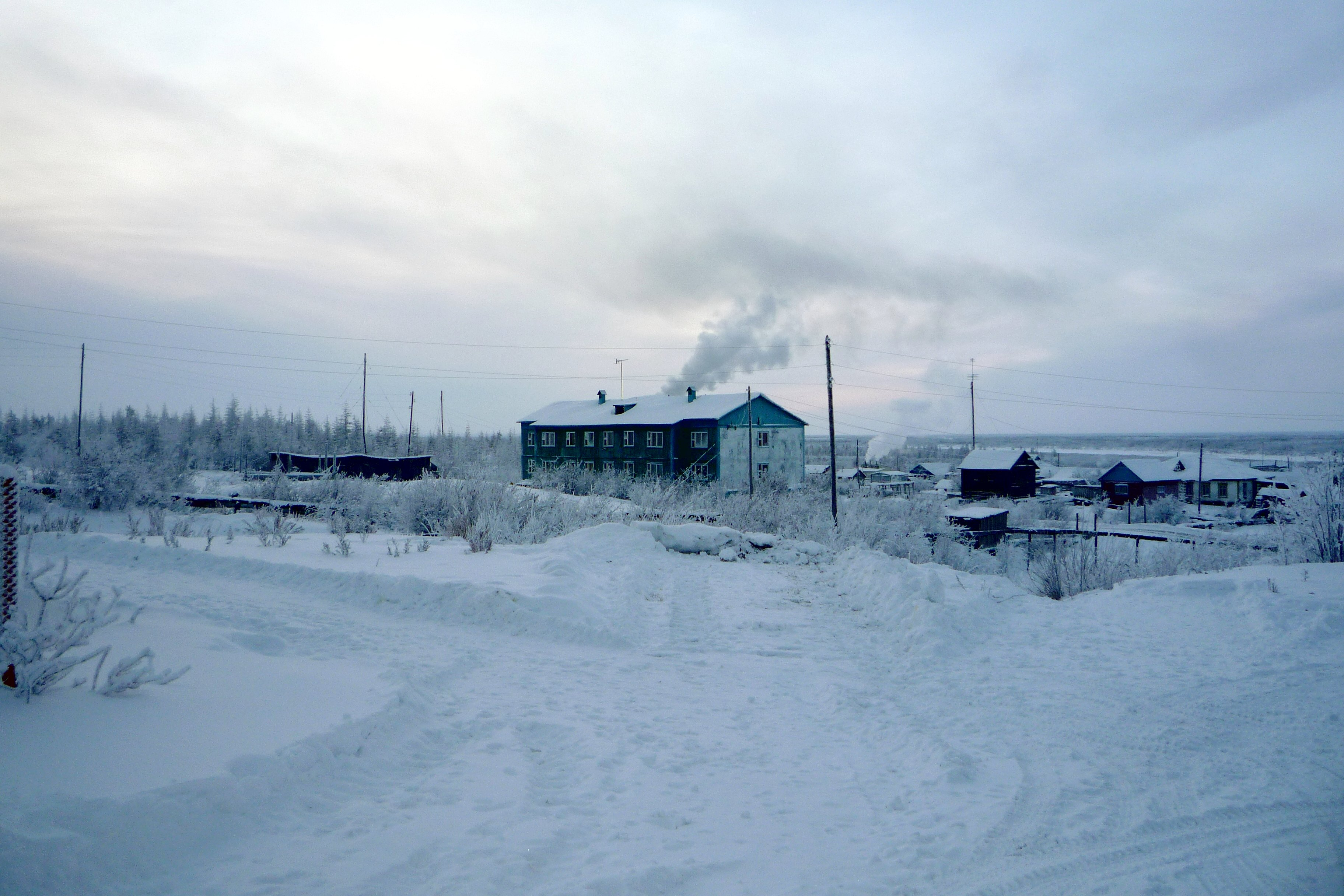
Anjuisk
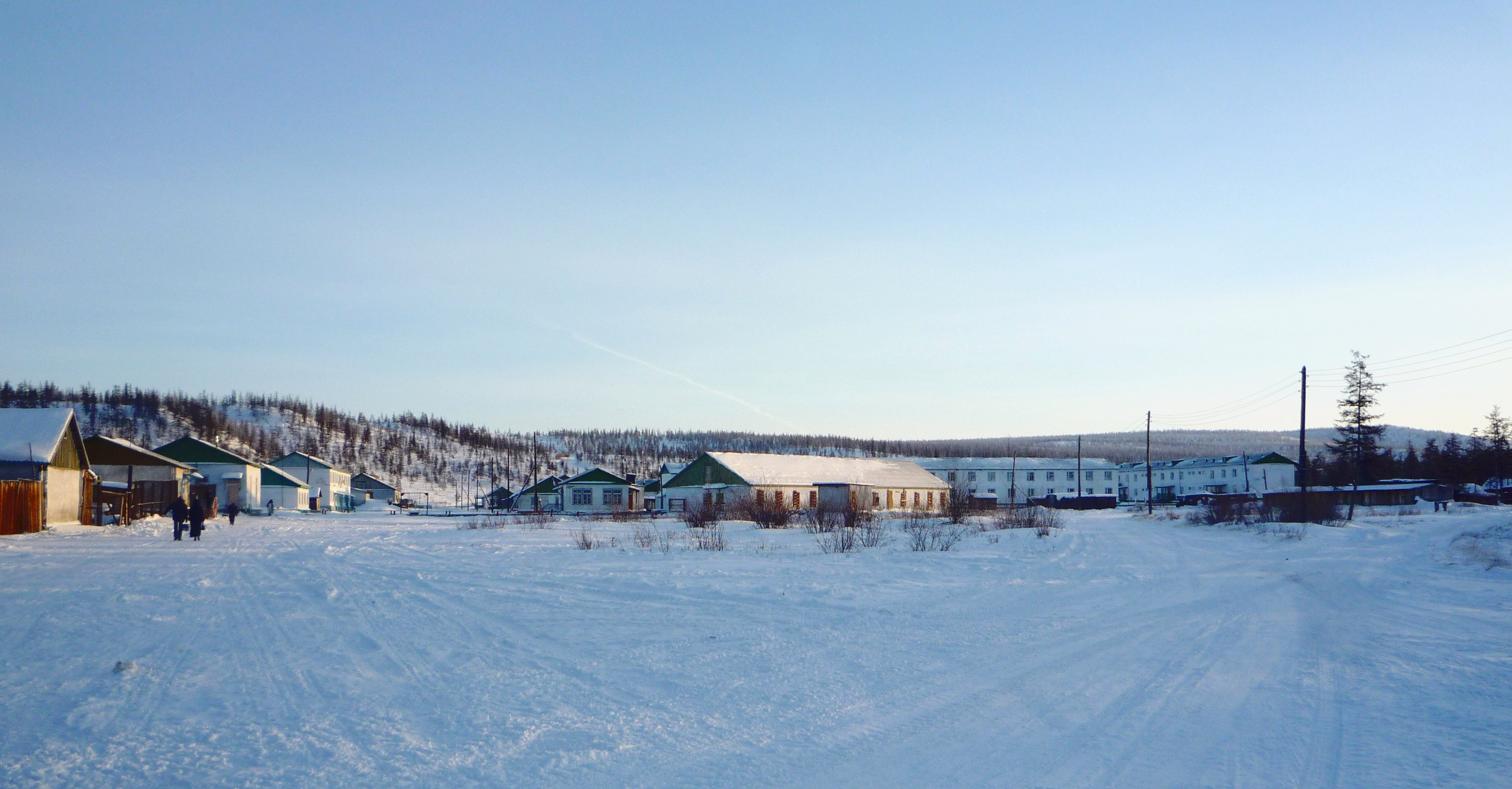
Ilirnei
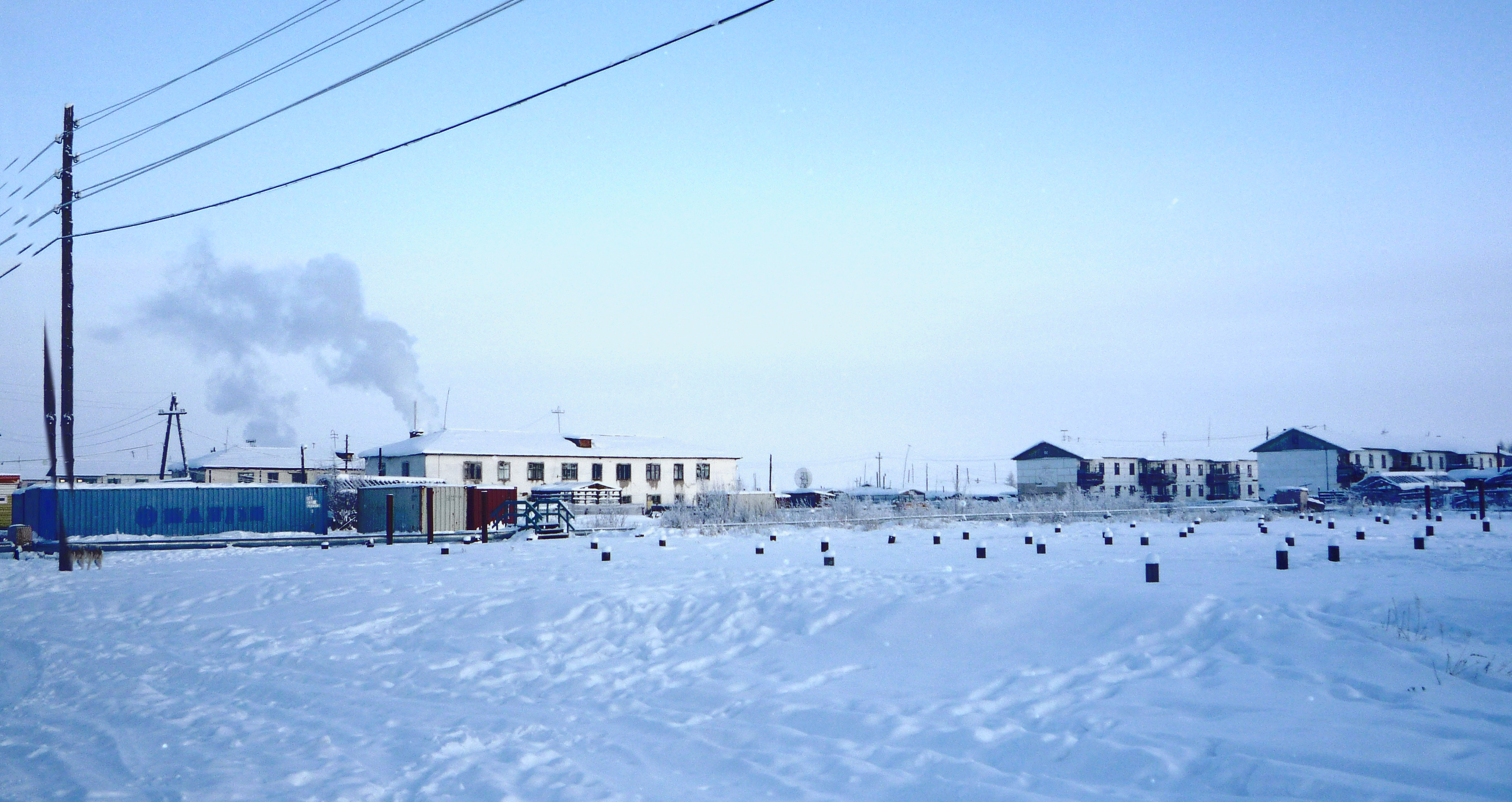
Omolon
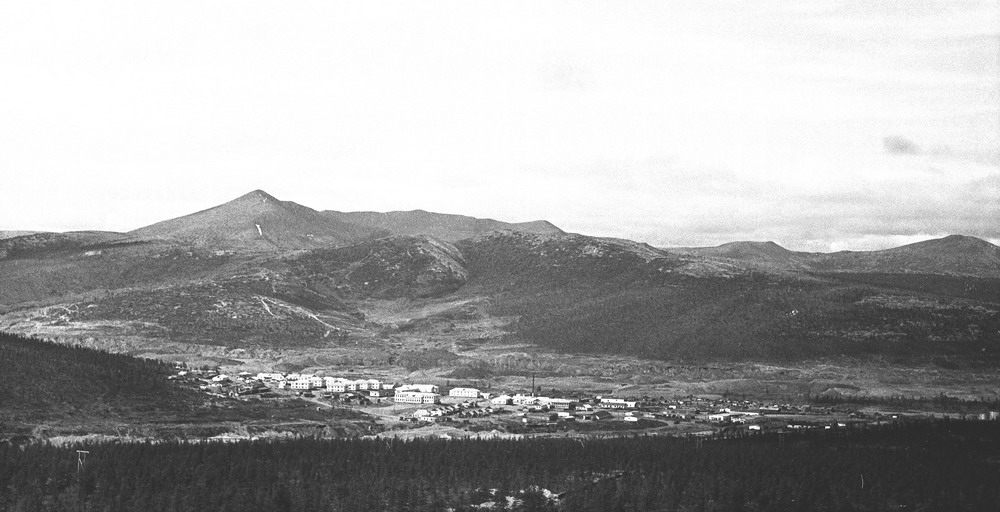
Ehemalige Siedlung Wessenni (1982)

Vier frühere Bergbausiedlungen mit dem Status von Siedlungen städtischen Typs wurden 1998 (Dalni und Wessenni) beziehungsweise 2008 (Aliskerowo und Wstretschny) offiziell aufgegeben und haben keine ständigen Einwohner mehr. In einigen Dokumenten (beispielsweise Klassifikator der munizipalen Gebilde/Gemeindeverzeichnis OKTMO, Stand 2014) werden sie formal noch als auf gemeindefreiem Gebiet (meschselennaja territorija) liegende Ortschaften geführt.
Weitere frühere Ortschaften wurden ab den 1960er-Jahren, größtenteils aber Anfang bis Mitte der 1990er-Jahre aufgegeben: Angarka, Karalwaam, Krestowoje, Mandrikowo, Pjatistennoje, Pogyndeno, Staduchino und Start.

## Geschichte
Der Rajon entstand mit der Gründung des Nationalkreises (ab 1977 Autonomer Kreis) der Tschuktschen am 10. Dezember 1931 als Rajon Wostotschnoi Tundry („Rajon der Östlichen Tundra“). Sein Verwaltungssitz befand sich zunächst in Ostrownoje, später wurde er nach Anjuisk verlegt (beide westlich von Bilibino am Kleinen Anjui gelegen). 1961 wurde das in den 1950er-Jahren gegründete Bilibino Rajonzentrum und der Rajon entsprechend umbenannt.

## Wirtschaft

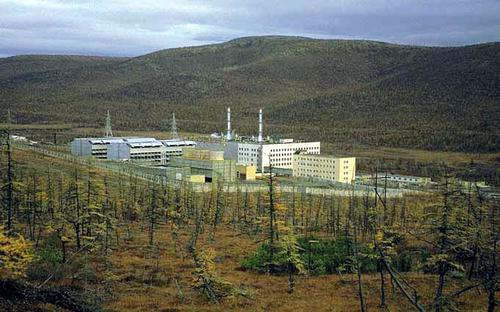
Kernkraftwerk Bilibino

Wirtschaftliche Aktivitäten im Rajon Bilibinski sind Bergbau, Energieerzeugung (Kernkraftwerk Bilibino), Rentierzucht (2009: knapp 40.000 Rener) und Fischerei. Daneben produziert ein Unternehmen Gemüse in Gewächshäusern.

## Verkehr
Die wichtigsten Verkehrs- beziehungsweise Transportmittel über die Grenzen des Rajons hinaus sind das Flugzeug (ganzjährig) und die Schifffahrt (etwa Juli bis November). Binnenschiffe verkehren auf den Kolyma-Nebenflüssen Omolon und Kleiner Anjui. Der Kraftfahrzeugverkehr innerhalb des Rajons sowie die Frachtverkehre mit den Seehäfen Pewek, Seljony Mys (am Unterlauf der Kolyma bei Tscherski im benachbarten Nischnekolymski ulus der Republik Sacha) und Egwekinot ebenso wie mit Magadan und der Republik Sacha (Jakutien) werden von November bis April auf temporären Winterstraßen abgewickelt.